# Lijst van bisschoppen van Gent
Onderstaande is een lijst van de bisschoppen van het bisdom Gent.
| Nr.      | Ambtsperiode | Naam                                                                      | Leuze                      | Afbeelding            |
| -------- | ------------ | ------------------------------------------------------------------------- | -------------------------- | --------------------- |
| 1        | 1568-1576    | Cornelius Jansen, S.T.D. (1510-1576)                                      | State                      |                       |
| Vacatuur | 1576-1584    | (ten gevolge van de Gentse Republiek)                                     |                            |                       |
|          | 1585-1586    | Joannes Vonckius Matteüs Rucquebusch (beiden voortijdig overleden)        |                            |                       |
| 2        | 1588         | (Komende van Roermond) Willem Damasz. van der Linden, S.T.D. (1525-1588)  | Quæ sursum sunt quærite    |                       |
| 3        | 1590-1609    | Pieter Damant (1530-1609)                                                 | Deum redama                |                       |
| Vacatuur | 1609-1610    | (na overlijden van Pieter Damant)                                         |                            |                       |
| 4        | 1610-1612    | (Komende van Ieper) Carolus Maes (1559-1612)                              | Deo duce                   | PMa 001053 B Gent StB |
| 5        | 1613-1616    | Frans van der Burch (1567-1644) (Werd daarna Aartsbisschop van Kamerijk)  | Unitas libertatis ars      |                       |
| 6        | 1617-1620    | Jacob Boonen (1573-1655) (Werd daarna Aartsbisschop van Mechelen)         | Vince in bono              |                       |
| 7        | 1622-1657    | (Komende van Brugge) Antonius Triest (1577-1657)                          | Confidenter                |                       |
| Vacatuur | 1657-1660    | (na overlijden van Antonius Triest)                                       |                            |                       |
| 8        | 1660-1665    | (Komende van Brugge) Karel van den Bosch (1597-1665)                      | Crucier ne crucier         |                       |
| 9        | 1666-1673    | (Komende van Roermond) Eugenius Albertus d'Allamont (1609-1673)           | Patiens esto               |                       |
| Vacatuur | 1673-1676    | (na overlijden van Eugenius Albertus d'Allamont)                          |                            |                       |
| 10       | 1677-1679    | Frans van Horenbeke (1629-1679)                                           | Facere et docere           |                       |
| 11       | 1679-1680    | (Komende van Namen) Ignaas August Schetz van Grobbendonck (1629-1680)     | In labore quies            |                       |
| 12       | 1681-1694    | Albrecht van Horne, S.T.B. (1642-1694)                                    | Lex tua meditatio mea est  |                       |
| 13       | 1695-1730    | Philips Erard van der Noot (1638-1730)                                    | Respice finem              |                       |
| 14       | 1730-1741    | (Komende van Ieper) Jan Baptist de Smet, S.T.L. (1674-1741)               | Caelestia cude arma        |                       |
| 15       | 1743-1770    | Maximiliaan Antoon van der Noot, S.T.L. (1685-1770)                       | Respice finem              |                       |
| 16       | 1772-1778    | Govaart Geeraard van Eersel, S.T.L. (1713-1778)                           | Ordinate et provide        |                       |
| 17       | 1779-1795    | (Komende van Namen) Ferdinand Marie de Lobkowicz (1726-1795)              | Adhaerere Deo bonum        |                       |
| Vacatuur | 1795-1802    | (ten gevolge van de Beloken tijd)                                         |                            |                       |
| 18       | 1802-1807    | Etienne Fallot de Beaumont (1750-1835)                                    | geen wapenspreuk           |                       |
| 19       | 1807-1821    | (Komende van Acqui) Maurice-Jean-Magdeleine prins van Broglie (1766-1821) | geen wapenspreuk           |                       |
| Vacatuur | 1821-1829    | Maximilien De Meulenare en Ambrosius Goethals (vicarissen-generaal)       |                            |                       |
| 20       | 1829-1838    | Jan Frans Van De Velde (1779-1838)                                        | Auxilium meum a domino     |                       |
| 21       | 1838-1864    | Lodewijk Jozef Delebecque (1798-1864)                                     | Monstra te esse Matrem     |                       |
| 22       | 1865-1888    | Hendrik Frans Bracq (1804-1888)                                           | In nomine Domini           |                       |
| 23       | 1888-1889    | Hendrik Karel Lambrecht, S.T.D. (1848-1889)                               | Regnet Christus            |                       |
| 24       | 1890-1916    | Antoon Stillemans (1832-1916)                                             | Vivat Jesus                |                       |
| 25       | 1917-1927    | Emiel Jan Seghers, S.T.L. (1855-1927)                                     | In cruce salus             |                       |
| 26       | 1927-1947    | Honoré Jozef Coppieters, S.T.M. (1874-1947)                               | Fide et caritate           |                       |
| 27       | 1947-1963    | Karel Justinus Calewaert (1893-1963)                                      | Caritate veritatis         |                       |
| 28       | 1964-1991    | Leonce Albert Van Peteghem, S.T.L. (1916-2004)                            | In Deo salutari            |                       |
| 29       | 1991-2004    | Arthur Luysterman (1932-)                                                 | Et in terra pax            |                       |
| 30       | 2004-2019    | Lucas Van Looy, S.D.B. (1941-)                                            | In nomine patris           |                       |
| 31       | 2019-2025    | Lode Van Hecke, O.C.S.O. (1950-)                                          | Cum gaudio Spiritus Sancti |                       |